# Fátima Noya
Maria de Fátima Ilha Noya (Sant'Ana do Livramento, 10 de abril de 1960) é uma atriz e dubladora brasileira. Antes de ser dubladora, Fátima atuava no teatro no Rio Grande do Sul. Ela também fazia locução e quando fez a de Zé Gotinha percebeu que "levava jeito" para isso. No entanto, ela só começou a dublar quando se mudou para São Paulo.
Ela é mais conhecida por seus trabalhos em animes, como Gohan e Goten crianças em Dragon Ball Z e Dragon Ball Super, Anne em Guerreiras Mágicas de Rayearth, Oolong em Dragon Ball (primeira dublagem na Gota Mágica), Cherry em Saber Marionette J, Sailor Saturno em Sailor Moon, Enfermeira Joy em Pokémon (1ª a 13ª temporada), Kiki, Makoto e Shun criança em Os Cavaleiros do Zodíaco, Sango de InuYasha e Ranma em Ranma ½; por estes dois últimos ganhou o Prêmio Yamato de Melhor Dubladora de Coadjuvante em 2003 e de Melhor Dubladora de protagonista em 2007, respectivamente. Foi indicada a Melhor Dubladora de Anime por Son Gohan, em Dragon Ball Kai no Prêmio Yamato de 2011.
Dublou ainda Diana de Sailor Moon Super S, a Júlia de The Puzzle Place, Melissa Mao em Full Metal Panic? Fumoffu!, o personagem-título de Shin-chan, Shinia de Vampire Princess Miyu, Princesa Lune Vênus de El Hazard, Maya Ibuki de Neon Genesis Evangelion, Chun Li em Street Fighter II: O Filme, Phan de Power Dolls, Yukimi em Virgin Fleet, Maylu em MegaMan NT Warrior, Yugo em Wakfu, a mãe de Ikki em Medabots, Lisa de Combo Rangers, Lady Oscar de Rosa de Versailes, Genma em Di Gi Charat e Mary em Viewtiful Joe e Yumi de Code Lyoko Além de trabalhos em animações japonesas, dublou também Betty em Betty, a Feia, Tommy em Os Anjinhos, o personagem Senninha, Nina em 24 Horas, Karma Eiss em Hot Wheels AcceleRacers e Franklin na série de televisão Franklin. Também dublou a personagem Momento/Rose Tyler no episódio especial "The Day of The Doctor" da famosa série de ficção científica Doctor Who. É a dubladora de Emma Swan em Once Upon a Time. E também é a dubladora de Alex em SuperGirl e Baby Bop em Barney e seus Amigos. É mãe do também dublador Gabriel Noya.